# أهلي وأهلك (فلم)
أهلي وأهلك سهرة تلفزيونية طويلة من تأليف وإخراج السوري غسان باخوس أنتج عام 1994.

## قصة العمل
دراماكوميدية اجتماعيه تتناول قصة شخصين متزوجين وتحدث خلافات بينهم بسبب تدخل اهاليهم في حياتهم الزوجية.

## الممثلون
- جهاد سعد [3]
- نورمان أسعد [3]
- أنطوانيت نجيب [3]
- داود الشامي [4]
- حنا ورد[5]